# El grill Apol·lo i les bestioles
El grill Apol·lo i les bestioles (títol original, Apollon le grillon et les drôles de petites bêtes) és una sèrie de televisió d'animació francesa, emesa a partir del 6 d'abril de 2019 a France 5. Està dirigida per Augusto Zanovello i produïda per Aton Soumache, Cédric Pilot i Lilian Eche. Els seus autors són Antoon Krings i Hervé i Olivier Pérouze. S'ha doblat al català pel canal Super3.
La sèrie té 52 episodis d'aproximadament 15 minuts. Segueix la sèrie Drôles de petites bêtes (2001) i les pel·lícules Drôles de petites bêtes : Les Quatre Saisons (2005) i Quines bestioles! (2017).